# Schlüsseleinschnitt
Schlüsseleinschnitt werden die V-förmigen Einschnitte (Kerben) an der Schmalseite des Schlüssels genannt. Ihre Anzahl und Verteilung stimmt mit den Stiftzuhaltungen des zugehörigen Schließzylinders überein, ihre Tiefe entspricht der Länge der zugehörigen Kernstifte, so dass die Kernstifte mit dem Zylinderkerndurchmesser abschließen.